# Bahnstrecke Bobingen–Kaufering
| Streckennummer (DB): | 5363                 |                                 |                                 |
| Kursbuchstrecke (DB): | 986                  |                                 |                                 |
| Kursbuchstrecke: | 404a (1946)          |                                 |                                 |
| Streckenlänge: | 22,616 km            |                                 |                                 |
| Spurweite: | 1435 mm (Normalspur) |                                 |                                 |
| Streckenklasse: | D4                   |                                 |                                 |
| Maximale Neigung: | 4 ‰                  |                                 |                                 |
| Minimaler Radius: | 400 m                |                                 |                                 |
| Streckengeschwindigkeit: | 100 km/h             |                                 |                                 |
| Zugbeeinflussung: | PZB                  |                                 |                                 |
| |                      |                                 |                                 |
| \| \| \| von Augsburg Hbf \| \| \| \| 0,000 \| Bobingen \| 525 m \| \| \| \| nach Buchloe \| \| \| \| 3,740 \| Oberottmarshausen (ehem. Bf) \| Oberottmarshausen (ehem. Bf) \| \| \| 8,102 \| Graben (Lechfeld) Gewerbepark \| Graben (Lechfeld) Gewerbepark \| \| \| \| Anschluss Fliegerhorst Lechfeld \| \| \| \| 9,920 \| Lagerlechfeld \| 551 m \| \| \| 13,186 \| Klosterlechfeld (ehem. Bf) \| Klosterlechfeld (ehem. Bf) \| \| \| \| Anschluss Muna Schwabstadl \| \| \| \| 14,252 \| Bundesstraße 17 (100 m) \| Bundesstraße 17 (100 m) \| \| \| 16,660 \| Hurlach \| Hurlach \| \| \| \| von Buchloe \| \| \| \| 22,616 \| Kaufering \| 591 m \| \| \| \| nach München-Pasing \| \| \| \| \| nach Landsberg (Lech) \| \| \| \| \| \| \| \| Quellen: [1][2][3][4][5] \| \| \| \| |                      |                                 |                                 |
| Strecke |                      | von Augsburg Hbf                | von Augsburg Hbf                |
| Bahnhof | 0,000                | Bobingen                        | 525 m                           |
| Abzweig geradeaus und nach rechts |                      | nach Buchloe                    | nach Buchloe                    |
| Haltepunkt / Haltestelle | 3,740                | Oberottmarshausen (ehem. Bf)    | Oberottmarshausen (ehem. Bf)    |
| Haltepunkt / Haltestelle | 8,102                | Graben (Lechfeld) Gewerbepark   | Graben (Lechfeld) Gewerbepark   |
| Abzweig geradeaus und von links |                      | Anschluss Fliegerhorst Lechfeld | Anschluss Fliegerhorst Lechfeld |
| Bahnhof | 9,920                | Lagerlechfeld                   | 551 m                           |
| Haltepunkt / Haltestelle | 13,186               | Klosterlechfeld (ehem. Bf)      | Klosterlechfeld (ehem. Bf)      |
| Abzweig geradeaus, ehemals nach links und ehemals von links |                      | Anschluss Muna Schwabstadl      | Anschluss Muna Schwabstadl      |
| Brücke | 14,252               | Bundesstraße 17 (100 m)         | Bundesstraße 17 (100 m)         |
| ehemaliger Bahnhof | 16,660               | Hurlach                         | Hurlach                         |
| Abzweig geradeaus und von rechts |                      | von Buchloe                     | von Buchloe                     |
| Bahnhof | 22,616               | Kaufering                       | 591 m                           |
| Abzweig geradeaus und nach links |                      | nach München-Pasing             | nach München-Pasing             |
| Strecke |                      | nach Landsberg (Lech)           | nach Landsberg (Lech)           |
| |                      |                                 |                                 |
| Quellen: |                      |                                 |                                 |

Die Bahnstrecke Bobingen–Kaufering, auch Lechfeldbahn, ist eine eingleisige, nicht elektrifizierte Nebenbahn in Bayern. Sie zweigt in Bobingen von der Bahnstrecke Augsburg–Buchloe ab und führt durch das Lechfeld nach Kaufering, wo sie in die Bahnstrecke München–Buchloe einmündet.

## Geschichte
Nachdem Bobingen schon seit 1847 Bahnanschluss hatte, ging am 15. Mai 1877 schließlich auch die Zweigstrecke nach Kaufering in Betrieb. Neben der zivilen Nutzung stand bei der Lechfeldbahn die militärische Nutzung von Anfang an im Vordergrund. So wurde ein 7,4 Kilometer langes Parallelgleis zwischen Klosterlechfeld und dem Truppenübungsplatz verlegt. Auf diesem Weg konnten Geräte und Soldaten rasch umgesetzt werden. Zudem gab es ein Anschlussgleis zum Munitionsdepot Schwabstadl.
Die im 19. Jahrhundert angelegte Infrastruktur entlang der Strecke wurde nach dem Zweiten Weltkrieg zurückgebaut, die Militärbahn wurde 1957 geschlossen. Der Güterverkehr wurde ähnlich wie auf vielen anderen Nebenstrecken in den 1990er Jahren eingestellt und entsprechende Anlagen wie Gütergleise und Güterhallen abgebrochen. Lediglich Güterzüge in Richtung Schongau nutzen noch die Strecke.
Der Personenverkehr wurde trotz lang anhaltender Gerüchte nicht eingestellt. Nach der Integration in den Allgäu-Schwaben-Takt wurde die Zugfrequenz erhöht und anschließend neue Triebwagen in Dienst gestellt. Ab Dezember 2007 war die Strecke ein Teilstück der von der Deutschen Bahn AG vermarkteten Kneipp-Lechfeld-Bahn.
Am 21. Oktober 2012 wurde zwischen Oberottmarshausen und Lagerlechfeld der Haltepunkt Graben (Lechfeld) Gewerbepark eröffnet. Er soll das in den letzten Jahren entstandene Gewerbegebiet verkehrlich besser erschließen.

## Personenverkehr
Auf der Strecke verkehren im Stundentakt Züge der Regionalbahn-Linie RB 69 Augsburg–Kaufering, vereinzelt sind diese bis Landsberg am Lech durchgebunden. Die Bayerische Regiobahn (BRB) betreibt diese mit Alstom-Coradia-LINT-Dieseltriebwagen.